# Peltaria turkmena
Peltaria turkmena är en korsblommig växtart som beskrevs av Vladimir Ippolitovich Lipsky. Peltaria turkmena ingår i släktet penningtravar, och familjen korsblommiga växter. Inga underarter finns listade i Catalogue of Life.